# Wereldkampioenschappen multisport 2019
De wereldkampioenschappen multisport 2019 waren door International Triathlon Union (ITU) georganiseerde kampioenschappen in het duatlon, crosstriatlon, aquatlon, aquabike en triatlon. De derde wereldkampioenschappen vonden plaats in het Spaanse Pontevedra van 27 april tot 4 mei 2019.

## Evenementen
- WK duatlon korte afstand (27 april 2019)
- WK triatlon lange afstand (4 mei 2019)
- WK crosstriatlon (30 april 2019)
- WK aquatlon (2 mei 2019)
- WK aquabike (4 mei 2019)

## Uitslagen

### Triatlon lange afstand
| Plaats | Heren                           | Dames                             |
| ------ | ------------------------------- | --------------------------------- |
| Goud   | Javier Gómez Noya (5:05:39)     | Alexandra Tondeur (5:48:01)       |
| Zilver | Pablo Dapena Gonzalez (5:11:21) | Judith Corachan Vaquero (5:50:06) |
| Brons  | Jaroslav Kovacic (5:12:02)      | Anna Noguera (5:51:33)            |
| 4      | Kristian Høgenhaug (5:12:09)    | Manon Genet (5:54:16)             |
| 5      | Antony Costes (5:14:18)         | Maja Stage Nielsen (5:57:13)      |
| 6      | Daniel Bækkegård (5:15:04)      | Emma Bilham (5:57:51)             |
| 7      | Terenzo Bozzone (5:15:22)       | Åsa Lundström (6:02:54)           |
| 8      | Miki Taagholt (5:15:29)         | Gurutze Frades Larralde (6:07:30) |
| 9      | Andrey Bryukhankov (5:17:41)    | Saleta Castro (6:08:23)           |
| 10     | Sebastien Fraysse (5:18:40)     | Maki Nishioka (6:11:23)           |

### Duatlon korte afstand
| Plaats | Heren                                 | Dames                                |
| ------ | ------------------------------------- | ------------------------------------ |
| Goud   | Benjamin Choquert (1:45:56)           | Sandra Levenez (1:58:17)             |
| Zilver | Emilio Martin (1:46:10)               | Sandrina Illes (2:00:10)             |
| Brons  | Angelo Vandecasteele (1:46:11)        | Garance Blaut (2:00:53)              |
| 4      | Liam Lloyd (1:46:17)                  | Marion Legrand (2:01:16)             |
| 5      | Yohan Le Berre (1:46:32)              | Edymar Daniely Brea Abreu (2:03:34)  |
| 6      | Marco Miguel (1:46:33)                | Olivia Matthews (2:03:57)            |
| 7      | Benoit Nicolas (1:46:34)              | Marta Pintanel Raymundo (2:04:06)    |
| 8      | Arnaud Mengal (1:46:56)               | Ana Filipa Santos (2:04:45)          |
| 9      | Javier Martin Morales (1:47:01)       | Sophie van der Most (2:05:08)        |
| 10     | Luis Miguel Martin Berlanas (1:47:02) | Irene Loizate Sarrionandia (2:05:48) |

### Crosstriatlon
| Plaats | Heren                                  | Dames                            |
| ------ | -------------------------------------- | -------------------------------- |
| Goud   | Arthur Forissier (1:48:21)             | Eleonora Peroncini (2:10:17)     |
| Zilver | Ruben Ruzafa (1:48:54)                 | Jacqueline Slack (2:11:20)       |
| Brons  | Lukas Kocar (1:49:05)                  | Nicole Walters (2:12:14)         |
| 4      | Josiah Middaugh (1:49:24)              | Loanne Duvoisin (2:12:30)        |
| 5      | Brice Daubord (1:50:52)                | Lesley Paterson (2:13:38)        |
| 6      | Arthur Serrieres (1:50:57)             | Adriana Fabiola Corona (2:13:46) |
| 7      | Tim Van Hemel (1:51:40)                | Sofiya Pryyma (2:13:54)          |
| 8      | Kevin Tarek Viñuela Gonzalez (1:52:01) | Helena Karásková (2:14:32)       |
| 9      | Francisco Serrano Plowell (1:52:05)    | Ladina Buss (2:14:49)            |
| 10     | Filippo Rinaldi (1:52:18)              | Marta Menditto (2:15:12)         |

### Aquatlon
| Plaats | Heren                                | Dames                       |
| ------ | ------------------------------------ | --------------------------- |
| Goud   | Rostislav Pevtsov (28:52)            | Alicja Ulatowska (33:10)    |
| Zilver | Kevin Tarek Viñuela Gonzalez (29:15) | Zsanett Bragmayer (33:15)   |
| Brons  | Dmitri Poljanski (29:22)             | Itzel Arroyo Aquino (33:28) |
| 4      | Domen Dornik (29:28)                 | Bianca Seregni (33:33)      |
| 5      | Andrea Secchiero (29:31)             | Eva Daniels (33:36)         |
| 6      | Tomáš Svoboda (29:38)                | Kseniia Levkovska (33:36)   |
| 7      | Ander Noain Lacamara (29:39)         | Antoanela Manac (33:44)     |
| 8      | Kamil Damentka (29:42)               | Margaryta Krylova (33:46)   |
| 9      | Rafael Domingos (29:45)              | Márta Kropkó (33:49)        |
| 10     | Andres Cendan Llorens (29:48)        | Julie Iemmolo (34:11)       |

### Aquabike
| Discipline | Goud                     | Zilver                  | Brons                          |
| ---------- | ------------------------ | ----------------------- | ------------------------------ |
| Heren      | Mathieu Dumont (3:28:07) | Chris Stanton (3:31:07) | David Guimera Callau (3:37:02) |
| Dames      | Matilde Pauls (3:59:55)  | Amy Pritchard (4:00:00) | Felicity Joyce (4:05:12)       |